# Euxoa argillosa
Euxoa argillosa är en fjärilsart som beskrevs av Le Cerf 1933. Euxoa argillosa ingår i släktet Euxoa och familjen nattflyn. Inga underarter finns listade i Catalogue of Life.